# Fosso della Cadutella
Il  Fosso della Cadutella è un torrente della provincia di Viterbo nel Lazio, affluente del torrente Arrone.